# Javier Henares
Javier Henares (Málaga, 17 de enero de 1985) es exfutbolista español que jugó por última vez en la demarcación de delantero para el Juventud de Torremolinos CF. Actualmente ejerce de ojeador para la dirección deportiva del Málaga CF.

## Biografía
Javier Henares debutó como futbolista profesional en 2004 a los 19 años de edad con el CD Alhaurino. Tras permanecer un año fichó por el Atlético Malagueño y posteriormente para el Antequera CF. Además jugó para el Albacete Balompié, Hamilton Academical FC, Alloa Athletic FC, Jerez CF, CD Alhaurino, Arcos CF, UD Los Barrios, Marbella FC, Yverdon-Sport FC, FC Serrières y finalmente para el FC Stade Nyonnais, club en el que militó hasta enero de 2014. El 23 de enero de 2014 volvió a España para jugar en el UCAM Murcia CF. En agosto dejó el club para fichar por el Antequera CF. Tras militar durante toda la temporada en el club malagueño, el 12 de julio de 2015 fichó por el CD El Palo de la Tercera División. Al finalizar la temporada fichó por el Alhaurín de la Torre CF.

## Clubes
| Club                        | País    | Año       | Partidos | Goles |
| --------------------------- | ------- | --------- | -------- | ----- |
| CD Alhaurino                | España  | 2004-2005 | ¿?       | ¿?    |
| Atlético Malagueño          | España  | 2005      | ¿?       | ¿?    |
| Albacete Balompié           | España  | 2005-2006 | ¿?       | ¿?    |
| Hamilton Academical FC      | Escocia | 2006      | 5        | 1     |
| Alloa Athletic FC           | Escocia | 2006-2007 | 7        | 1     |
| Antequera CF                | España  | 2007      | 18       | 3     |
| Jerez CF                    | España  | 2007-2008 | 7        | 1     |
| Arcos CF                    | España  | 2008      | 26       | 10    |
| UD Los Barrios              | España  | 2008-2009 | 21       | 5     |
| CD Alhaurino                | España  | 2009-2010 | 22       | 10    |
| Marbella FC                 | España  | 2010-2011 | 28       | 7     |
| Yverdon-Sport FC            | Suiza   | 2011-2012 | 18       | 7     |
| FC Serrières                | Suiza   | 2012      | 14       | 2     |
| Yverdon-Sport FC            | Suiza   | 2012-2013 | 18       | 10    |
| FC Stade Nyonnais           | Suiza   | 2013-2014 | 27       | 16    |
| UCAM Murcia CF              | España  | 2014      | 11       | 2     |
| Antequera CF                | España  | 2014-2015 | 23       | 12    |
| CD El Palo                  | España  | 2015-2016 | 31       | 13    |
| Alhaurín de la Torre CF     | España  | 2016      | 22       | 10    |
| CD Zenit de Torremolinos    | España  | 2017      | 3        | 2     |
| CD Ciudad de Lucena         | España  | 2017-2018 | 60       | 22    |
| CD Zenit de Torremolinos    | España  | 2018      | 3        | 3     |
| Juventud de Torremolinos CF | España  | 2019      | 13       | 7     |
| CD Ciudad de Lucena         | España  | 2019-2020 | 26       | 14    |
| Juventud de Torremolinos CF | España  | 2020-2021 | 7        | 1     |

## Palmarés

### Campeonatos nacionales
| Título                     | Club           | País   | Año  |
| -------------------------- | -------------- | ------ | ---- |
| Tercera División de España | UCAM Murcia CF | España | 2014 |